# Classe Medusa
La classe Medusa di sommergibili italiani era costituita da 8 battelli costruiti per la Regia Marina, progettati dall'ingegnere navale Cesare Laurenti, che rimpiazzò la precedente classe Foca (che era ancora dotata di motore a benzina). Come le classi precedenti, neanche queste unità erano dotate di doppio scafo resistente, in quanto non era loro richiesta una elevata profondità operativa. Questa classe operò nei primi due anni della prima guerra mondiale.

## Unità
Le unità della classe erano le seguenti

### Medusa
Dislocato a Venezia allo scoppio della prima guerra mondiale, venne silurato ed affondato dal sommergibile tedesco UB 15, battente bandiera austriaca e comandato dall'Oberleutnant zur See (sottotenente di vascello) Heino von Heimburg, il 10 giugno 1915, al ritorno da una missione offensiva lungo le coste istriane. Morirono 15 membri dell'equipaggio e 6 vennero recuperati. Il 19 agosto 1956 il relitto fu recuperato e demolito.

### Velella
Il Velella fu impostato nei cantieri Fiat San Giorgio il 5 giugno 1910, fu varato il 25 maggio 1911 e consegnato il 10 luglio 1912. Durante la guerra fu di stanza presso la base di Taranto da cui effettuò 73 missioni nel basso Adriatico senza riportare affondamenti. Il 16 ottobre 1917 fu rimosso dal servizio e demolito.

### Argo
Impostato nei cantieri Fiat San Giorgio il 26 settembre 1910, fu varato il 14 gennaio 1912 e consegnato il 6 settembre 1912.
Di base a Venezia, svolse numerose missioni nell'alto Adriatico sotto il comando del tenente di vascello G. Del Greco e poi del tenente di vascello M. Falangola, senza riportare affondamenti. Messo in disarmo nel dicembre 1916, fu radiato il primo settembre 1919.

### Salpa
Il Salpa (genere di tunicato pelagico, le Salpe) Impostato nei cantieri Fiat San Giorgio il 25 agosto 1910, fu varato il 14 maggio 1912 e consegnato il 10 settembre 1912. Fu inviato a Venezia nell'agosto 1914, da dove svolse un'intensa attività offensiva. Il 2 agosto 1915, sotto il comando del tenente di vascello U. Perriconi, mentre si apprestava a silurare il sommergibile Pullino che si era incagliato presso l'isola della Gagliola (l'odierna Galijola), intercettò il cacciatorpediniere austriaco Magnet (477 t) e lo colpì con un siluro a poppa. Il cacciatorpediniere fu recuperato grazie alla vicinanza con il porto di Pola. Fu messo in disarmo nel febbraio 1917 dopo aver compiuto 55 missioni, radiato definitivamente il 26 settembre 1918.

### Fisalia
Il Fisalia (la medusa detta anche Caravella portoghese) fu subappaltato ai Cantieri Orlando di Livorno che lo impostarono il 3 ottobre 1910. Fu varato il 25 febbraio 1912 e consegnato il 13 settembre 1913. Durante la prima guerra mondiale fu impiegato in numerose missioni nell'alto Adriatico, con base Venezia, senza riportare affondamenti. Fu radiato il 26 settembre 1918.

### Jantina
Il Jantina (famiglia di gasteropodi pelagici le Janthinidae) fu impostato nei cantieri Fiat San Giorgio il 18 agosto 1910, fu varato il 20 novembre 1912 e consegnato il 14 maggio 1913.
Durante la guerra effettuò solo missioni difensive senza riportare affondamenti. Fu messo in disarmo nel dicembre 1917.

### Zoea
Anche il Zoea (larva pelagica di alcuni crostacei) fu subappaltato ai Cantieri Orlando di Livorno che lo impostarono il 18 ottobre 1910. Fu varato il 2 marzo 1913 e consegnato il 10 luglio 1913. Durante la prima guerra mondiale fu impiegato in missioni difensive nell'Adriatico, prima con base Venezia e poi ad Ancona, senza riportare affondamenti. Fu messo in disarmo il 10 dicembre 1917.

### Jalea
Il Jalea (genere di gasteropodi marini con conchiglia Hyalaea) fu impostato nei cantieri Fiat San Giorgio il 10 marzo 1911, fu varato il 3 agosto 1913 e consegnato il primo settembre 1913.
Di base a Venezia, durante la guerra, effettuò 7 missioni per poi, il 17 agosto 1915, affondare dopo aver urtato una mina al largo del banco Mula di Muggia di fronte a Grado. Un solo marinaio si salvò. Recuperato e demolito nel marzo 1954.